# Hezār Khānī
Hezār Khānī (persiska: هِزار خانی, هَزار خانی, هزارخانی) är en ort i Iran.   Den ligger i provinsen Lorestan, i den nordvästra delen av landet, 400 km sydväst om huvudstaden Teheran. Hezār Khānī ligger 1 753 meter över havet och antalet invånare är 791.
Terrängen runt Hezār Khānī är lite kuperad. Runt Hezār Khānī är det ganska tätbefolkat, med 56 invånare per kvadratkilometer. Närmaste större samhälle är Deh Kabūd, 17,4 km öster om Hezār Khānī. Trakten runt Hezār Khānī består i huvudsak av gräsmarker.